# Przygoda (powieść)
Przygoda (ang. Romance) – powieść Josepha Conrada napisana wspólnie z brytyjskim pisarzem Fordem Madoksem Fordem, wydana w 1903 w wydawnictwie „Smith, Elder & Co.”.
Pierwsze polskie wydanie ukazało się w 1960 nakładem Państwowego Instytutu Wydawniczego w przekładzie Agnieszki Glinczanki.

## Historia wydania
Powieść miała nosić tytuł Seraphina, dopiero niedługo przed publikacją autorzy go zmienili. Praca nad tekstem odbywała się w latach 1900–1902, powieść miała być początkowo opublikowana w odcinkach, ale żadne czasopismo nie przyjęło testu mimo poczynienia znacznych skrótów.
Sam Conrad tak pisał o utworze: „Uważam Przygodę za rzecz absolutnie błahą; współpracowałem nad tym w czasie, kiedy nie mogłem robić nic innego”.

## Fabuła
Młody Anglik John Kemp, który nie wytknął nosa poza swoją okolicę, marzy o egzotycznych podróżach. Po dostaniu się na Karaiby poznaje miejscowego właściciela ziemskiego i wikła się w niebezpieczne awantury lokalnych piratów.

## Ekranizacja
Na podstawie powieści zrealizowano w 1927 film niemy pod tytułem The Road to Romance w reż. Johna S. Robertsona z Ramónem Novarro w roli głównej.